# Dust and Dreams

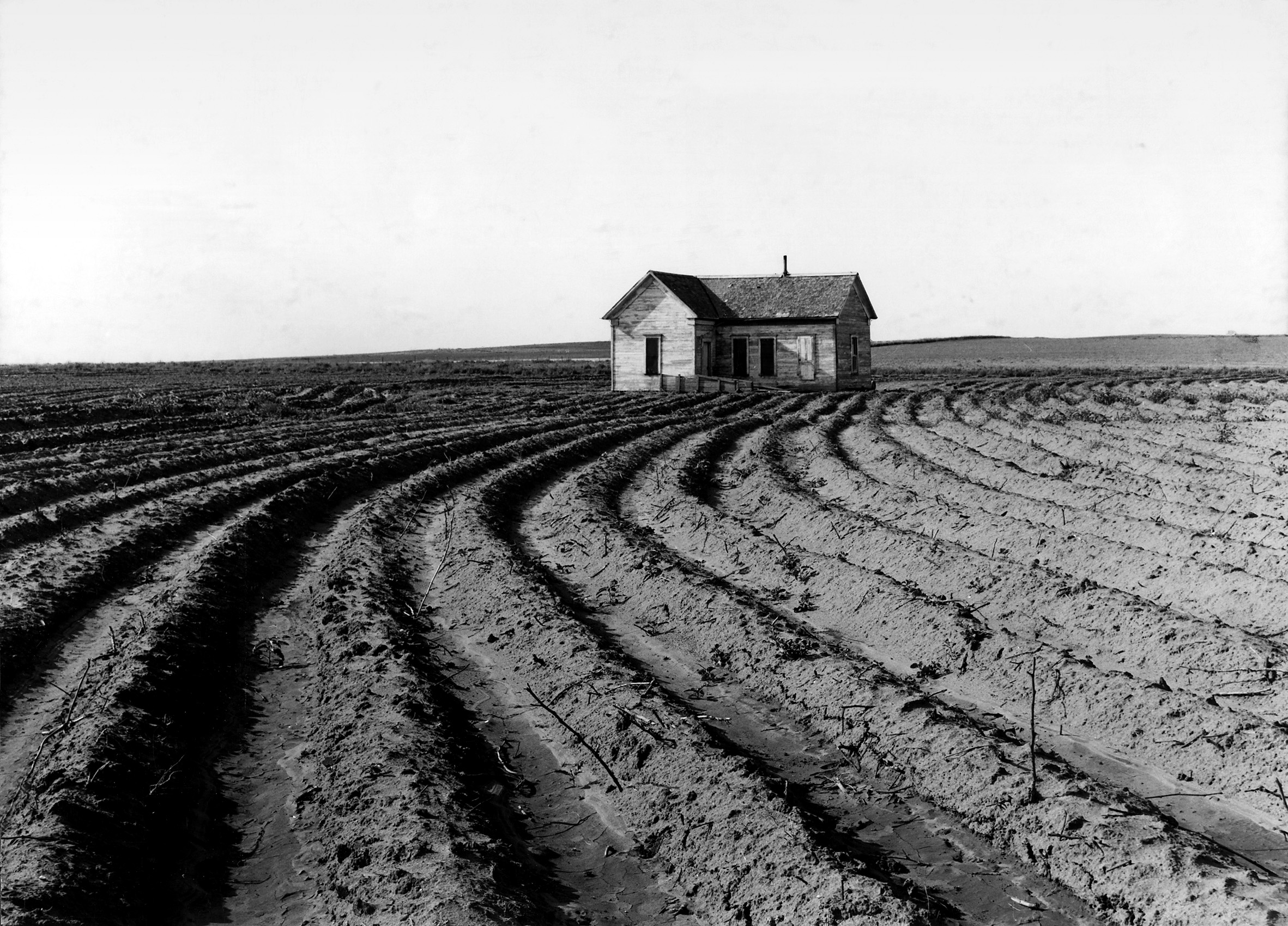
Dust bowl in Childress County (Texas) door Dorothea Lange (1938)

Dust and Dreams is een studioalbum van Camel.

## Inleiding
Voor het album zat een lange periode van stilte; het voorgaande studioalbum werd in 1984 uitgegeven: Stationary Traveller. Dust and Dreams is een conceptalbum gebaseerd op de The Grapes of Wrath van John Steinbeck. Het handelt over de trek van delen van de Amerikaanse bevolking naar het westen in de nasleep van de Grote Depressie en Dust Bowl (Dust). Ze hoopten in het westen een beter bestaan op te bouwen (dreams); de hoofdpersoon had daartoe een Hudson Super Six gekocht (Go West). Het verhaal volgend kwam Latimer met filmische gitaarmuziek, waarbij het tweede deel voor 99 % instrumentaal is. Latimer en levensgezel Hoover trokken trouwens in de periode van voor het tot stand komen van dit album van Engeland naar Californië. Latimer leefde na Stationary Traveller in onmin met zijn platenlabel Decca Records en bracht het uit op zijn eigen label Camel Productions.  
In het dankwoord worden drie fotografen genoemd, die de ellende hadden vastgelegd: Dorothea Lange, Arthur Rothstein en Russel Lee. Het album werd opgenomen in studio’s aan beide kanten van de Atlantische Oceaan. Voor wat betreft Go West vonden de opnamen nog plaats in de Abbey Road Studios onder Camels oude muziekproducent Haydn Bendall. Eindmix vond plaats in de Air Studios in Londen.
Ook tussen dit en het volgend studioalbum zat weer een lange periode, Harbour of Tears verscheen pas in 1996. Ondertussen gaf Camel een aantal livealbums uit.

## Musici

### Camel
- Andrew Latimer – zang, gitaren, toetsinstrumenten, tevens muziekproducent en geluidstechnicus
- Colin Bass – basgitaar
- Ton Scherpenzeel – toetsinstrumenten
- Paul Burgess – drumstel

### Gastmusici
- Don Harris – toetsen
- Christopher Bock – drums
- Kim Verhaas - mondharmonica (6, 7, 12) en pauken (16)
- David Paton – zang (6)
- Mae McKenna – zang (6, vertegenwoordigt stem van Sharon van de familie Joad)
- John Burton – hoorn (12)
- James SK Wan – panfluit
- Neil Panton – hobo (13)

## Muziek
| Nr. | Titel                                   | Duur |
| --- | --------------------------------------- | ---- |
| 1.  | Dust Bowl (Latimer)                     | 1:54 |
| 2.  | Go West (Latimer)                       | 3:42 |
| 3.  | Dusted Out (Latimer)                    | 1:35 |
| 4.  | Mother Road (Latimer)                   | 4:15 |
| 5.  | Needles (Latimer)                       | 2:34 |
| 6.  | Rose of Saron (Latimer, Hoover)         | 4:48 |
| 7.  | Milk ‘n’ Honey (Latimer)                | 3:30 |
| 8.  | End of the Line (Latimer, Hoover)       | 6:52 |
| 9.  | Storm Clouds (Latimer)                  | 2:06 |
| 10. | Cotton Camp (Latimer)                   | 2:55 |
| 11. | Broken Banks (Latimer)                  | 0:34 |
| 12. | Sheet Rain (Latimer)                    | 2:14 |
| 13. | Whispers (Latimer)                      | 0:52 |
| 14. | Little Rivers and Little Rose (Latimer) | 1:56 |
| 15. | Hopeless Anger (Latimer)                | 4:57 |
| 16. | Whispers in the Rain (Latimer)          | 2:56 |

## Nasleep
Het album haalde zowaar een notering in de Album Top 100; het stond negen weken genoteerd met een hoogste positie op 39. Camel ondernam een tournee waarin het in 1992 ook Nederland aandeed met concerten in Tilburg, Utrecht, Amsterdam (Paradiso), Enschede en Geleen (Hanenhof). Daarbij werd het album na de pauze integraal gespeeld.